# بوينغ بي-29
طائرة بوينغ بي-29 (P-29) كانت محاولة لإنتاج نسخة أكثر تطورا من لطائرة بي-26. على الرغم من تحقيق تحسن طفيف في الأداء، إلا أن سلاح الجو و البحرية الأمريكية لم يوافقا على شراء الطائرة.

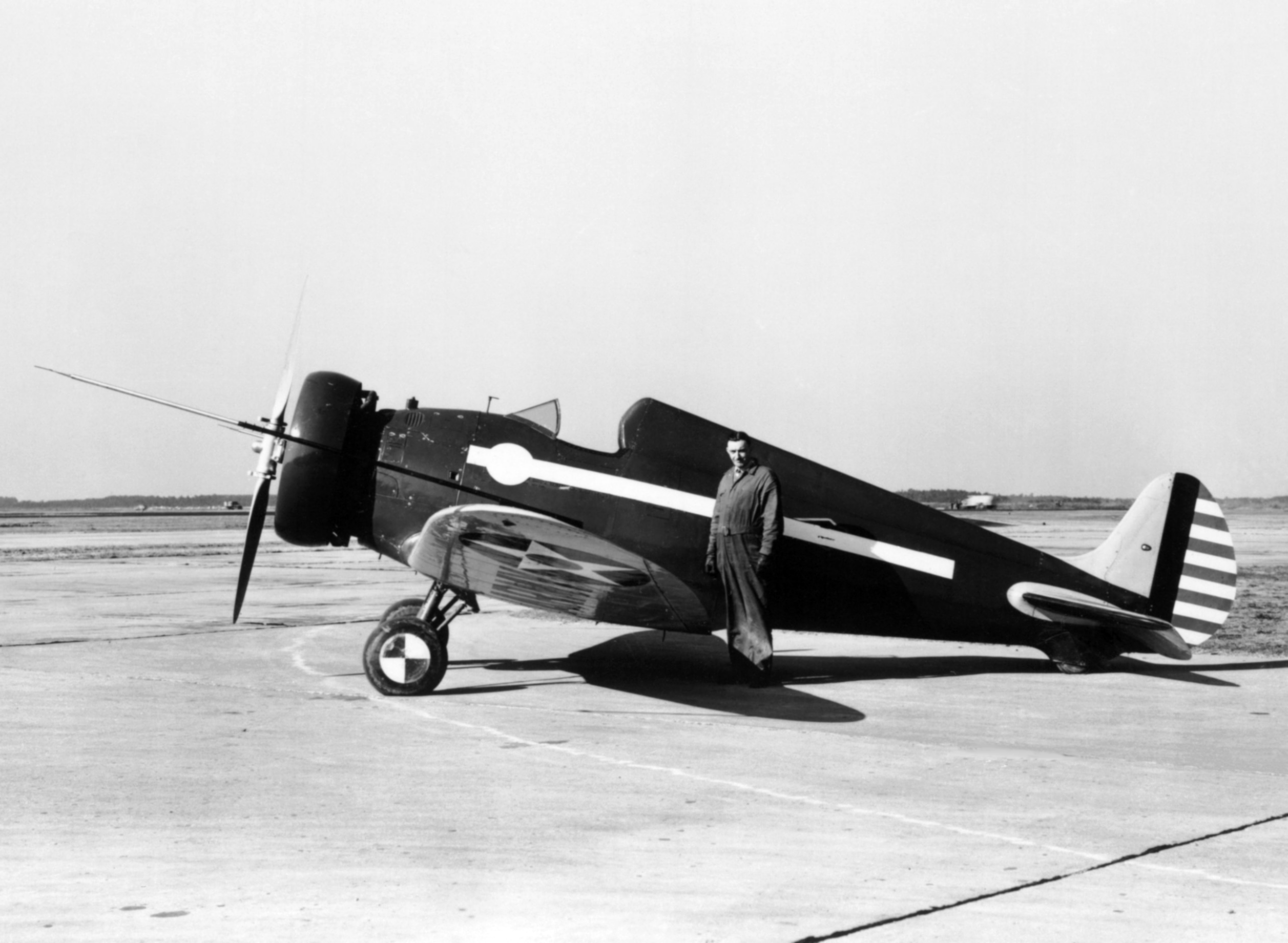
بوينغ واي بي-29أ

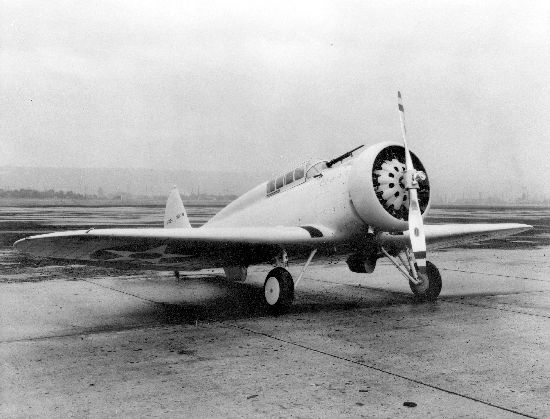
XF7B-1 قبل التعديلات إلى قمرة القيادة مفتوحة ج. 1933

## للإستزادة
- بوينغ بي-26
- ميتسوبيشي أي5أم
- بوليكاربوف أي-16